# Virgem e o Menino com o Cónego van der Paele
A Virgem e o Menino com o Cónego van der Paele é uma pintura a óleo sobre carvalho de grande dimensão do pintor flamengo Jan van Eyck, realizada no período 1434–36. O trabalho mostra o doador, Joris van der Paele, rodeado com uma aparição de santos. A Virgem Maria está sentada no trono no centro de um espaço semicircular,o qual representará o interior de uma igreja, com o Menino Jesus no seu colo. São Donaciano encontra-se à sua direita, enquanto São Jorge—o nome santo do nome do doador—está à sua esquerda. O painel foi encomendado por Van der Paele para um retábulo. Na altura, ele era um pároco abastado da cidade de Bruges, mas encontrava-se gravemente doente e era idoso, e pretendia que este trabalho fosse o seu memorial.
Os santos estão identificados com inscrições em latim no bordo das molduras, o que é algo original. A identificação de Van der Paele é possível pelos registos históricos. Ele está vestido com as melhores vestes de um cónego medieval, incluindo um sobrepeliz branco, e lê um livro de horas. É apresentado a Maria por S. Jorge, o seu nome de santo, que segura ao alto o seu capacete de metal em sinal de respeito. São Donaciano, de veste litúrgica brilhante e colorida, encontra-se de pé à esquerda. O painel é notável pelas finas vestes que inclui, como as representações requintadas de peles, sedas e brocados, e pela sua elaborada e detalhada iconografia religiosa. O trono da Virgem está decorado com gravações de Adão e Eva, prefigurações da Crucificação e Ressurreição de Jesus, e cenas do Antigo Testamento. A pintura inclui várias inscrições sobre os santos, e tem presente a assinatura de Van Eyck.
Este painel é considerado como um dos trabalhos mais ambiciosos de Van Eyck's, e tem sido apontado como uma "obra-prima das obras-primas".